# Campeonato Sul-Americano de Voleibol Masculino de 2009
O Campeonato Sul-Americano de Voleibol Masculino de 2009 foi realizado em Bogotá, na Colômbia, entre os dias 14 e 21 de agosto de 2009. A forma de disputa ocorreu entre os sete países participantes pelo sistema de pontos corridos em turno único. O campeão obteve a qualificação para disputar a Copa dos Campeões no mesmo ano
.

## Resumo do Campeonato
O campeonato teve o Brasil como campeão, derrotando a Argentina na última partida por 3 sets a 1 (28 - 30, 25-17, 25-19 e 25-15).
A equipe brasileira fechou assim a participação com seis vitórias em seis partidas, perdendo apenas dois sets,  uma contra a Argentina e outro para  a Venezuela, esta seleção ficou na terceira posição.
Conforme estabelecido para  campeão, o Brasil além do título , foi credenciado a participar   em novembro desse ano Japão, aCopa dos Campeões.

## Equipes Participantes
- Argentina
- Brasil
- Chile
- Colômbia
- Peru
- Uruguai
- Venezuela[1]

## Local
Gimnasio Coliseo El Salitre Bogotá-Colômbia

## Resultados
- Horários UTC-4.

|     |           |     | Jogos | Jogos | Jogos | Pontos | Pontos | Pontos | Sets | Sets | Sets  |
| Pos | Equipe    | Pts | T     | V     | D     | V      | P      | R      | V    | P    | R     |
| --- | --------- | --- | ----- | ----- | ----- | ------ | ------ | ------ | ---- | ---- | ----- |
| 1   | Brasil    | 12  | 6     | 6     | 0     | 501    | 374    | 1.340  | 18   | 2    | 9,000 |
| 2   | Argentina | 11  | 6     | 5     | 1     | 479    | 417    | 1.149  | 16   | 4    | 4,000 |
| 3   | Venezuela | 10  | 6     | 4     | 2     | 481    | 413    | 1.165  | 14   | 6    | 2.333 |
| 4   | Colômbia  | 9   | 6     | 3     | 3     | 423    | 393    | 1.076  | 9    | 9    | 1,000 |
| 5   | Chile     | 8   | 6     | 2     | 4     | 365    | 413    | 0.884  | 6    | 12   | 0.500 |
| 6   | Peru      | 7   | 6     | 1     | 5     | 359    | 478    | 0.751  | 3    | 17   | 0.176 |
| 7   | Uruguai   | 6   | 6     | 0     | 6     | 367    | 487    | 0.754  | 2    | 18   | 0.111 |

| Data   | Hora  |              | Placar |           | Set 1 | Set 2 | Set 3 | Set 4 | Set 5 | Total | Relatório |
| ------ | ----- | ------------ | ------ | --------- | ----- | ----- | ----- | ----- | ----- | ----- | --------- |
| 15 Ago | 15:00 | 'Venezuela ' | 3–0    | Uruguai   | 25–21 | 25–18 | 25–19 |       |       | 75–58 | 75–58     |
| 15 Ago | 17:00 | 'Argentina ' | 3–0    | Peru      | 25–14 | 25–20 | 25-16 |       |       | 75–34 | 75–50     |
| 15 Ago | 19:00 | Colômbia     | 3–0    | Chile     | 25-23 | 25-21 | 25-18 |       |       | 75–0  | 75–62     |
| 16 Ago | 15:00 | 'Argentina ' | 3–0    | Uruguai   | 25-16 | 25-17 | 25-18 |       |       | 75–0  | 75-51     |
| 16 Ago | 17:00 | 'Brasil '    | 3–0    | Peru      | 25-15 | 25-14 | 25-10 |       |       | 75–0  | 75-39     |
| 16 Ago | 19:00 | 'Venezuela ' | 3–0    | Colômbia  | 25-23 | 27-25 | 25-19 |       |       | 77–0  | 77-67     |
| 17 Ago | 15:00 | 'Venezuela ' | 3–0    | Chile     | 25-9  | 25-19 | 25-19 |       |       | 75–0  | 75-47     |
| 17 Ago | 17:00 | 'Brasil '    | 3–0    | Uruguai   | 25-17 | 25-19 | 25-15 |       |       | 75–0  | 75-51     |
| 17 Ago | 19:00 | 'Argentina ' | 3–0    | Colômbia  | 25-22 | 25-22 | 26-24 |       |       | 76–0  | 76-68     |
| 18 Ago | 15:00 | 'Peru '      | 3–2    | Uruguai   | 25-19 | 21-25 | 25-19 | 26-28 | 15-12 | 112–0 | 112-103   |
| 18 Ago | 17:00 | 'Argentina ' | 3–0    | Chile     | 25-18 | 25-23 | 25-13 |       |       | 75–0  | 75-54     |
| 18 Ago | 19:00 | 'Brasil '    | 3–0    | Colômbia  | 25-23 | 25-21 | 25-19 |       |       | 75–0  | 75-63     |
| 19 Ago | 15:00 | 'Brasil '    | 3–0    | Chile     | 25-8  | 25-22 | 25-22 |       |       | 75–0  | 75-52     |
| 19 Ago | 17:00 | 'Argentina ' | 3–1    | Venezuela | 25-20 | 20-25 | 25-21 | 27-25 |       | 97–0  | 97-91     |
| 19 Ago | 19:00 | 'Colômbia '  | 3–0    | Peru      | 25-18 | 25-20 | 25-15 |       |       | 75–0  | 75-53     |
| 20 Ago | 15:00 | 'Chile '     | 3–0    | Peru      | 25-19 | 25-21 | 25-19 |       |       | 75–0  | 75-59     |
| 20 Ago | 17:00 | 'Brasil '    | 3–1    | Venezuela | 25-23 | 25-18 | 23-25 | 25-22 |       | 98–0  | 98-88     |
| 20 Ago | 19:00 | 'Colômbia '  | 3–0    | Uruguai   | 25-16 | 25-20 | 25-14 |       |       | 75–0  | 75-50     |
| 21 Ago | 15:00 | 'Chile '     | 3–0    | Uruguai   | 25-18 | 25-20 | 25-16 |       |       | 75–0  | 75-54     |
| 21 Ago | 17:00 | 'Venezuela ' | 3–0    | Peru      | 25-16 | 25-17 | 25-13 |       |       | 75–0  | 75-46     |
| 21 Ago | 19:00 | 'Brasil '    | 3–1    | Argentina | 28-30 | 25-17 | 25-19 | 25-15 |       | 103–0 | 103-81    |

## Classificação Final
| Campeão | Vice-campeão | Terceiro lugar |
| Brasil Marlon Yared · Éder Carbonera · Sidão · Murilo Endres · Leandro Vissotto · Sérgio Dutra Santos · Thiago Alves · Raphael Vieira de Oliveira · João Paulo Bravo · Lucão · Giba · João Paulo Tavares · Técnico: Bernardo Rezende | Argentina Gabriel Arroyo · Martin Blanco Costa · Lucas Ocampo · Javier Filardi · Gustavo Scholtis · Rodrigo Quiroga · Gustavo Porporatto · Demián González · Federico Pereyra · Luciano De Cecco · Alexis González · Guillermo Garcia · Técnico: Javier Weber | Venezuela Freddy Cedeño · Luis Díaz · Joel Pantoja · Carlos Tejeda · Enderwin Herrera · Juan Carlos Blanco · Ronald Mendez · Técnico: José Gutiérrez |

| 4 | Colômbia |
| 5 | Chile    |
| 6 | Peru     |
| 7 | Uruguai  |

## Prêmios individuais
| MVP (Most Valuable Player) | Murilo Endres        | Brasil    |
| Melhor atacante            | Gilberto Godoy Filho | Brasil    |
| Melhor bloqueio            | Luis Díaz            | Venezuela |
| Melhor sacador             | Julian Chury         | Colômbia  |
| Melhor líbero              | Sérgio Dutra Santos  | Brasil    |
| Melhor levantador          | Luciano De Cecco     | Argentina |
| Melhor defesa              | Alexis González      | Argentina |
| Melhor recepção            | Enderwuin Herrera    | Venezuela |